# Elinton Andrade
Elinton Andrade (Santa Maria, 30 de marzo de 1979) es un futbolista portugués, nacido en Brasil, y actual portero del Duque de Caxias de la Serie B de Brasil.

## Carrera
En su carrera, ha jugado para equipos como Flamengo, Fluminense, Vasco da Gama, Olympique de Marsella y FC Rapid Bucureşti. 
También posee la nacionalidad portuguesa.

## Trayectoria
| Club                  | País    | Periodo     |
| --------------------- | ------- | ----------- |
| CFZ                   | Brasil  | 1999 - 2002 |
| Flamengo              | Brasil  | 2003        |
| Fluminense            | Brasil  | 2004        |
| Vasco da Gama         | Brasil  | 2005        |
| Rapid Bucarest        | Rumania | 2007 - 2009 |
| Olympique de Marsella | Francia | 2009 - 2012 |
| Náutico               | Brasil  | 2013        |
| Ermis Aradippou       | Chipre  | 2013        |
| Duque de Caxias       | Brasil  | 2014 - 2015 |
| Uberlândia            | Brasil  | 2015        |
| FC Goa                | India   | 2015 - 2016 |

## Palmarés

### Torneos nacionales
- Campeonato Brasiliense en 2002 (CFZ de Brasilia)
- Supercopa de Rumanía en 2007 (FC Rapid Bucureşti)
- Copa de la Liga de Francia en 2010 (Olympique de Marsella)
- Ligue 1 en 2010 (Olympique de Marsella)